# Before I Self Destruct
Before I Self Destruct is het vierde studio-album van de Amerikaanse rapper 50 Cent. Het zal zijn een-na-laatste album zijn onder contract van zijn huidige label Interscope, voorafgaand aan een 'Greatest Hits'-album, waar hij geen nieuwe nummers  meer voor hoeft te maken. Before I Self Destruct is op 9 november 2009 uitgebracht.

## Achtergrond
Aanvankelijk stond Before I Self Destruct gepland als derde studio-album van 50 Cent. Het album zou uitkomen op 21 maart 2007. Maar 50 Cent besloot om Before I Self Destruct met Curtis te verwisselen. Dit betekende ook dat alle muziek die hij al voor Before I Self Destruct had gemaakt mee schoof naar 2008.
Before I Self Destruct kwam na talloze keren te zijn uitgesteld, op 9 november uit op iTunes, en een week later verscheen het in de winkels. 50 Cent heeft voor de naam 'Before I Self Destruct' gekozen, als indicatie dat hij potentieel zelfmoord zou kunnen plegen omdat hij onder de druk van goede prestaties bezwijkt. Het is bekend van 50 Cent dat hij er niet tegen kan als hij niet aan andermans verwachtingen kan voldoen.

## Tracklist
| Nr. | Titel                                | Producers               | Duur |
| --- | ------------------------------------ | ----------------------- | ---- |
| 1.  | The Invitation                       | Ty Fyffe & Manny Perez  | 2:54 |
| 2.  | Then Days Went By                    | Lab Ox & Vikaden        | 3:44 |
| 3.  | Death To My Enemies                  | Dr. Dre & Mark Batson   | 3:46 |
| 4.  | So Disrespectful                     | Tha Bizness             | 3:39 |
| 5.  | Psycho (ft. Eminem)                  | Dr. Dre                 | 4:45 |
| 6.  | Hold Me Down                         | Scott Storch            | 3:19 |
| 7.  | Crime Wave                           | Team Demo               | 3:44 |
| 8.  | Stretch                              | Rick Rock               | 4:07 |
| 9.  | Strong Enough                        | Nascent & QB Da Problem | 3:02 |
| 10. | Get It Hot                           | Black Key               | 2:59 |
| 11. | Gangsta's Delight                    | Havoc                   | 3:14 |
| 12. | I Got Swag                           | Dual Output             | 3:34 |
| 13. | Baby By Me (ft. Ne-Yo)               | Polow Da Don            | 3:33 |
| 14. | Do You Think About Me (ft. Governor) | Rockwilder              | 3:26 |
| 15. | OK, You're Right                     | Dr. Dre & Mark Batson   | 3:04 |
| 16. | Could've Been You (ft. R. Kelly)     | DJ Khalil & Chin Injeti | 4:20 |

| Nr. | Titel                       | Producers    | Duur |
| --- | --------------------------- | ------------ | ---- |
| 17. | Flight 187                  | Phoenix      | 4:10 |
| 18. | Baby By Me (ft. Jovan Dais) | Polow Da Don | 3:33 |

## Hitnotering
| "Before I Self Destruct" in de Nederlandse Album Top 100 - binnen: 21-11-2009 | "Before I Self Destruct" in de Nederlandse Album Top 100 - binnen: 21-11-2009 | "Before I Self Destruct" in de Nederlandse Album Top 100 - binnen: 21-11-2009 | "Before I Self Destruct" in de Nederlandse Album Top 100 - binnen: 21-11-2009 |
| Week                                                                          | 01                                                                            | 02                                                                            |                                                                               |
| ----------------------------------------------------------------------------- | ----------------------------------------------------------------------------- | ----------------------------------------------------------------------------- | ----------------------------------------------------------------------------- |
| Nummer                                                                        | 54                                                                            | 83                                                                            | uit                                                                           |